# Sinagoga Ades
La Sinagoga Ades, (en hebreo: בית הכנסת עדס), también conocida como La Gran Sinagoga Ades de la Gloriosa Comunidad de Aleppo, se encuentra ubicada en el barrio Najlaot de Jerusalén; fue fundada por inmigrantes sirios en 1901. Se le considera el centro de jazzanut sirio en Israel.

## Origen
A finales del siglo XX, muchos integrantes de la comunidad judía de Siria habían emigrado, huyendo de la persecución y el antisemitismo y para escapar de la crisis económica que llegó con la caída del Imperio otomano. Mientras que muchos se establecieron en Inglaterra, Estados Unidos o América Latina, algunas familias se trasladaron a Tierra Santa. La mayoría de los miembros de la comunidad eran trabajadores, tenderos o comerciantes.
Después de algún tiempo, la sinagoga fue establecida oficialmente en 1901 por una comunidad judía de Aleppo, Siria. Lleva el nombre de dos primos que financiaron la construcción: Ovadia Yoshiahu Ades y Yosef Yitzjak Ades. Yosef Ades era un hombre rico, con conexiones en la administración otomana y un miembro del Consejo de la ciudad de Jerusalén. La nueva sinagoga fue diseñada como una institución en el barrio, y en ese momento, fue considerada una de las más bellas sinagogas en Jerusalén. Aunque de construcción sólida, la sinagoga sufrió daños durante la Primera Guerra Mundial y durante la guerra de la Independencia de Israel. Hoy en día, la sinagoga es atendida no solo por judíos sirios, sino además por muchos tipos diferentes de judíos sefardíes (por ejemplo Kurdos), sin embargo, la liturgia de la congregación permanece Halabi (de Halab, Aleppo) en su forma más pura.

## Arquitectura
El interior de la sinagoga está decorado al estilo tradicional de las sinagogas de Oriente Medio, muy elaborado y cuidado, con techos altos, lámparas de araña de hierro forjado, bancos de madera frente a un estrado central, un pequeño balcón de la sección de mujeres y un arca santa que cubre toda la pared del este. El gran arca de madera de nogal y cubierta de intrincados diseños geométricos con incrustaciones de madre-perla, fue reparado extensivamente en 2001 en honor del centenario de la sinagoga.

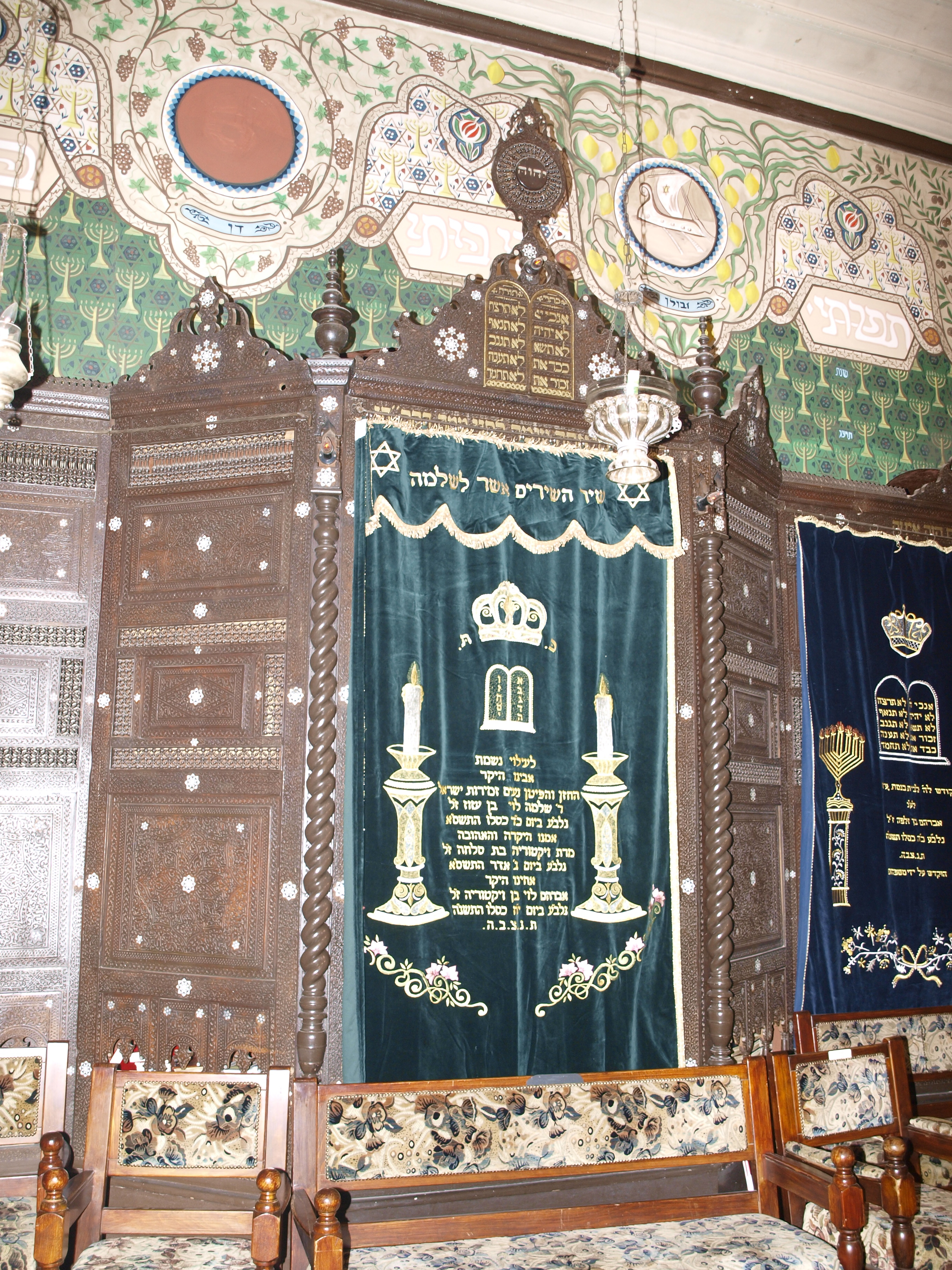
Arca Santa o Arón Ha-Kodesh, elaborada en madera de nogal tallada a mano e incrustaciones de madreperla.

Un mural que muestra representaciones estilizadas de las Doce Tribus de Israel, visible a lo largo de la parte superior de las paredes, fue pintado hacia 1911-1912 por Yaacov Stark, un profesor en la entonces recién formada Academia de Arte y Diseño Bezalel. Stark era parte de un grupo de artistas e intelectuales seculares de la Segunda Aliá que buscaba crear una nueva y vibrante cultura en Jerusalén. Con el tiempo, el mural fue parcialmente repintado y la pintura se ha descolorido. Sin embargo, ha sido restaurada recientemente.

## Centro dejazzanut
La sinagoga Ades atrae a muchos visitantes de Israel y del extranjero, en parte debido a su estilo litúrgico único. Ades tiene dos servicios diarios de la mañana (incluyendo en shabbat y días festivos), y una por la tarde y un servicio combinado de noche que comienza justo antes del atardecer. Reconocida como un centro de la jazzanut siria (canto litúrgico judío al estilo del Medio Oriente), Ades es una de las dos sinagogas en Jerusalén (y quizás del mundo) que mantiene la antigua tradición de baqashot, poesía cabalística cantada en las horas del sábado por la mañana durante los meses de invierno. Las sesiones de baqashot suelen comenzar a las 3 a. m. y la sinagoga se suele llenar de visitantes.
Los jazzanim (cantores) de la Sinagoga Ades se consideran los cantores con más prestigio de la comunidad Siria. En muchos casos, cantores van específicamente a esta sinagoga para aprender maqamot y jazzanut. A lo largo del siglo pasado, muchos cantores famosos han surgido de Ades. Los servicios de rezo en la sinagoga Ades difieren sólo ligeramente de los servicios llevados a cabo en otras sinagogas sirias en todo el mundo; las diferentes sesiones de maqam semanales pueden variar de una semana a otra.

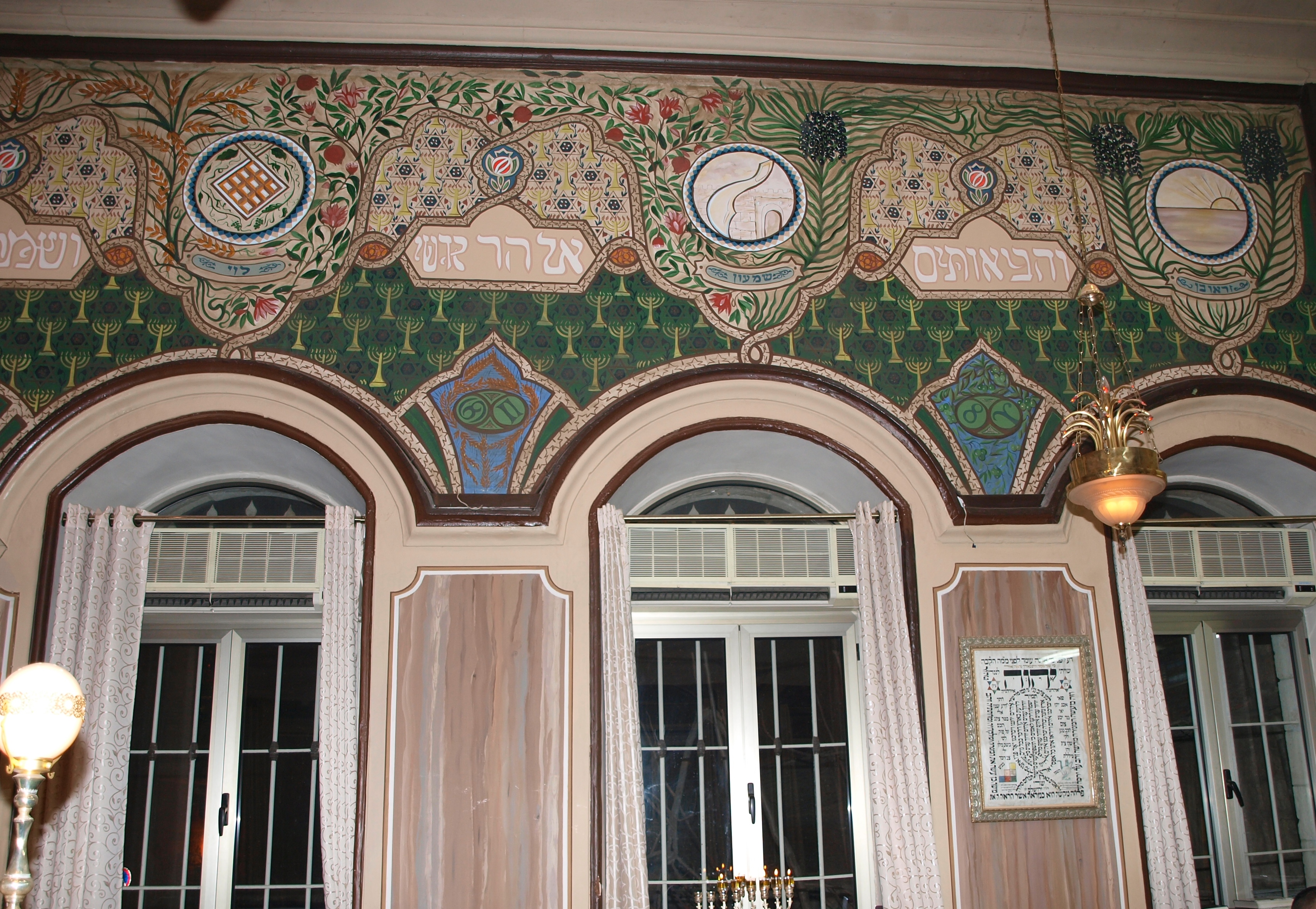
Las paredes de la sinagoga tienen intrincadas pinturas representativas de las Doce Tribus de Israel y las Siete Especies de Israel.

En los últimos años, Ades ha recibido una amplia atención debido a la combinación de su centésimo aniversario, marcado en 2001, su estatus único y la tendencia hacia un mayor interés en el canto de pizmonim o cantos religiosos. La sinagoga es una parada regular para excursiones a pie en Najlaot, así como un lugar al que muchos judíos sirios de todo el mundo van al visitar Israel para ocasiones como un bar mitzvá, boda, o simplemente para asistir a una sesión de baqashot. La comunidad conserva los vínculos a su rica historia y tradición de generación en generación. Además, la sinagoga ha producido DVD y CD de baqashot y otra música religiosa.